# Vald. Birn
Vald. Birn A/S er et internationalt dansk jernstøberi med en årlig produktionsmængde på ca. 45.000 tons på fem fuldautomatiske støbelinjer. Virksomheden har hovedkvarter i Holstebro, derudover ejer de jernstøberiet Tasso med hovedkvarter i Odense. De har produktion i Danmark, Tyskland, Sverige og Italien. 
På jernstøberiet producerer de maskinformet sejjern og gråjern. Støberiet har et årligt elforbrug på 94 GWh, og elforbruget er fleksibelt. De har også tilknyttet en maskinfabrik, hvor de producerer metalvarer til brug i bl.a. bilindustri. 
Vald. Birn har 759 ansatte (2023). I regnskabsåret 2023 omsatte de for 1,432 mia. kr.
Historien om Birn begyndte i 1896, hvor formsvend og jernstøber Heinrich Peter Christian Birn grundlagde et jernstøberi i Holstebro.